# Anàrtria
L'anàrtria (del grec an, "privació"; i arthron, "articulació") és la incapacitat per a l'articulació de la paraula.

## Etiologia
L'anàrtria és causada per una lesió cerebral focal localitzada en el nucli lenticular.

## Quadre clínic
L'anàrtria és un tipus de trastorn del llenguatge caracteritzat per la impossibilitat d'articular els sons. La persona afectada comprèn el que se li diu, ho pot llegir, però li resulta impossible pronunciar la paraula que llegeix. També pot escriure les paraules, així com indicar per pressions amb la mà o per qualsevol altre signe el nombre de síl·labes contingudes en la paraula, però no pot pronunciar-les.